# إدوارد لي (كاتب)
إدوارد لي (بالإنجليزية: Edward Lee)‏ (25 مايو 1957، واشنطن العاصمة في الولايات المتحدة)؛ كاتب سيناريو، ممثل، مؤلف، كاتب وروائي أمريكي.

## روابط خارجية
- إدوارد لي على موقع IMDb (الإنجليزية)
- إدوارد لي على موقع قاعدة بيانات الفيلم (الإنجليزية)